# Smalmalva
Smalmalva (Sida rhombifolia) är en malvaväxtart som beskrevs av Carl von Linné. Enligt Catalogue of Life ingår Smalmalva i släktet sammetsmalvor och familjen malvaväxter, men enligt Dyntaxa är tillhörigheten istället släktet sammetsmalvor och familjen malvaväxter. Arten förekommer tillfälligt i Sverige, men reproducerar sig inte.

## Underarter
Arten delas in i följande underarter:
- S. r. insularis
- S. r. rhombifolia
- S. r. afrorhomboidea
- S. r. afroscabrida
- S. r. canariensis
- S. r. corynocarpa
- S. r. longipedicellata
- S. r. petherickii
- S. r. scabrida
- S. r. serratifolia

## Bildgalleri

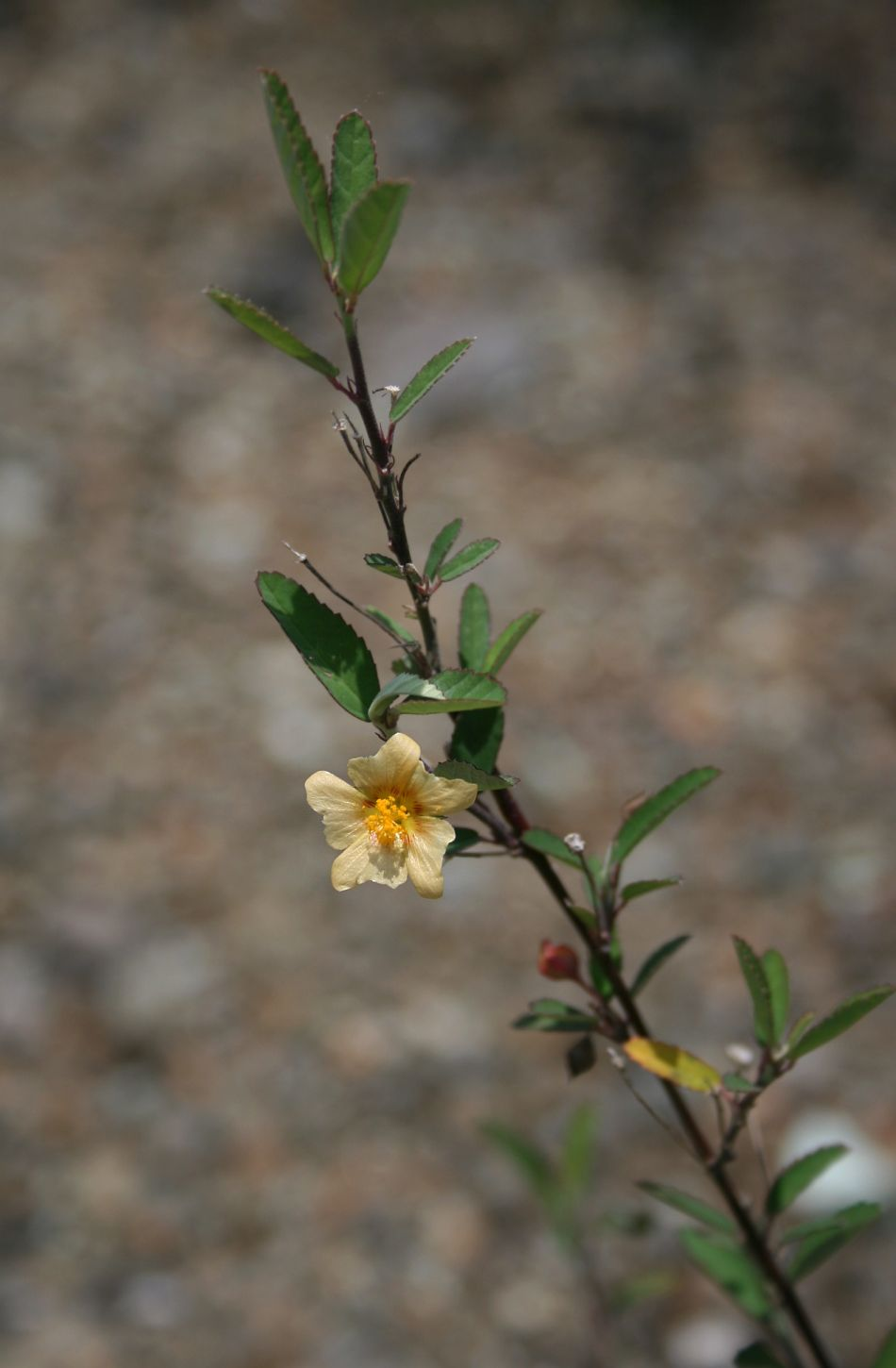
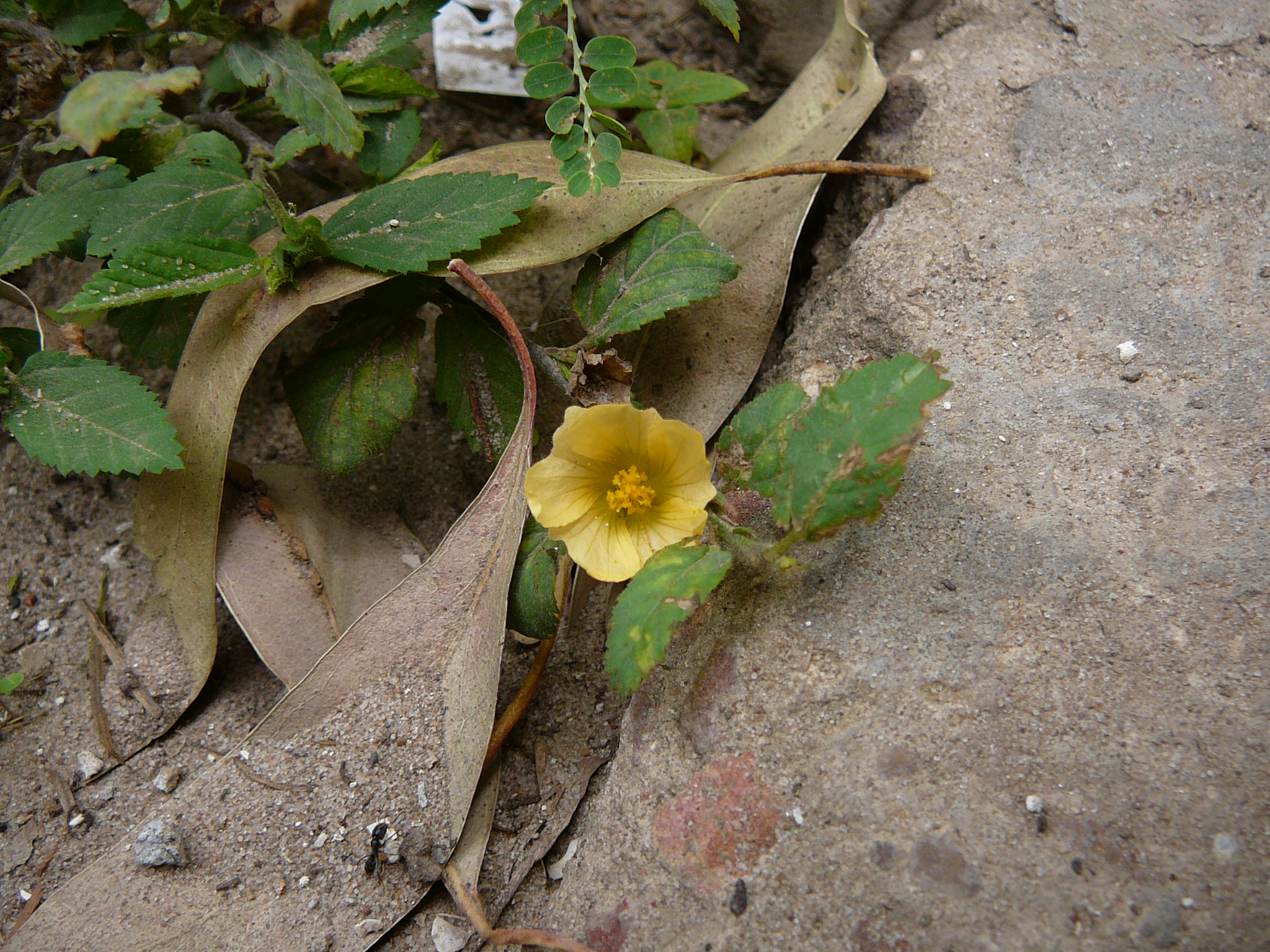
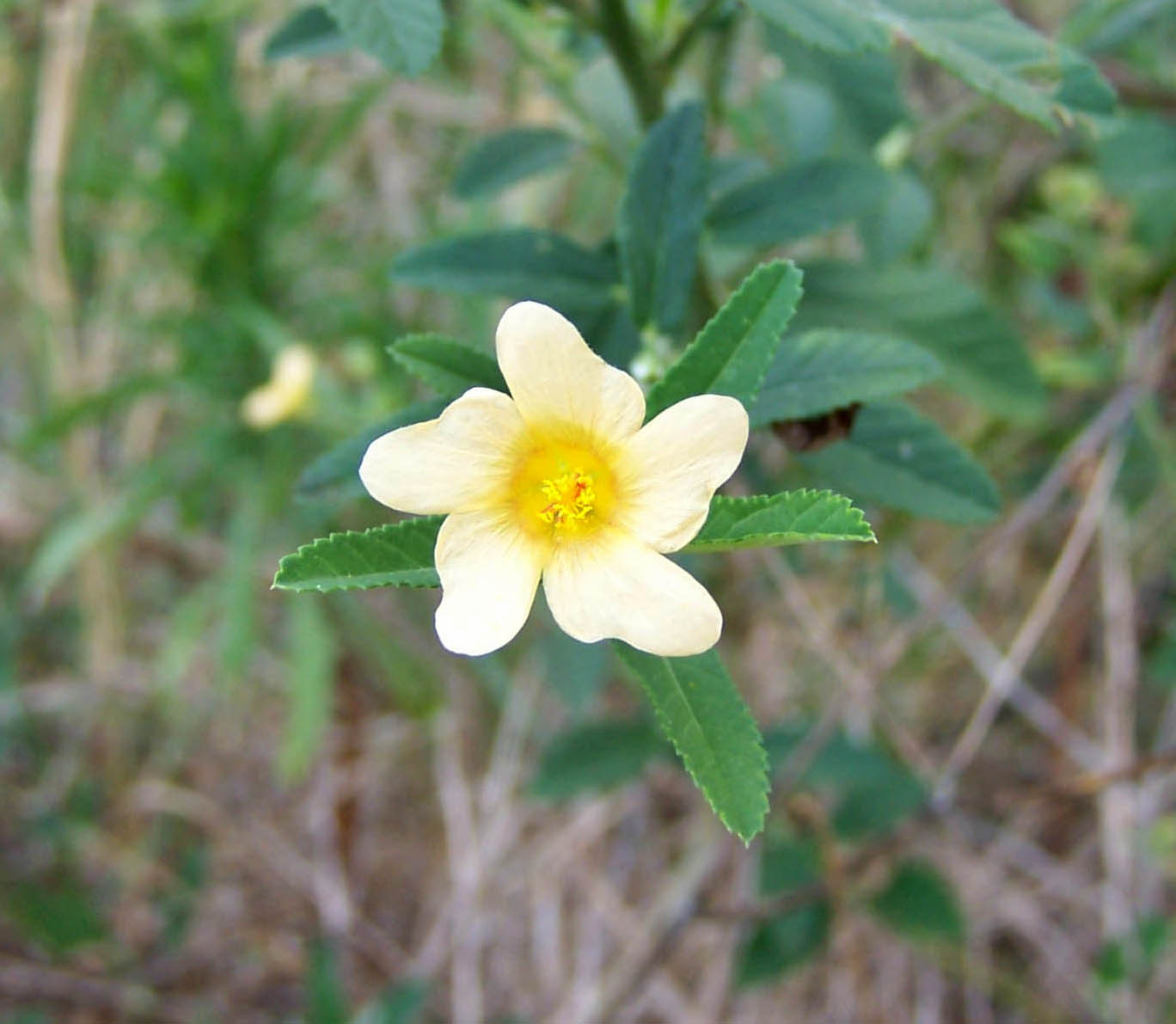
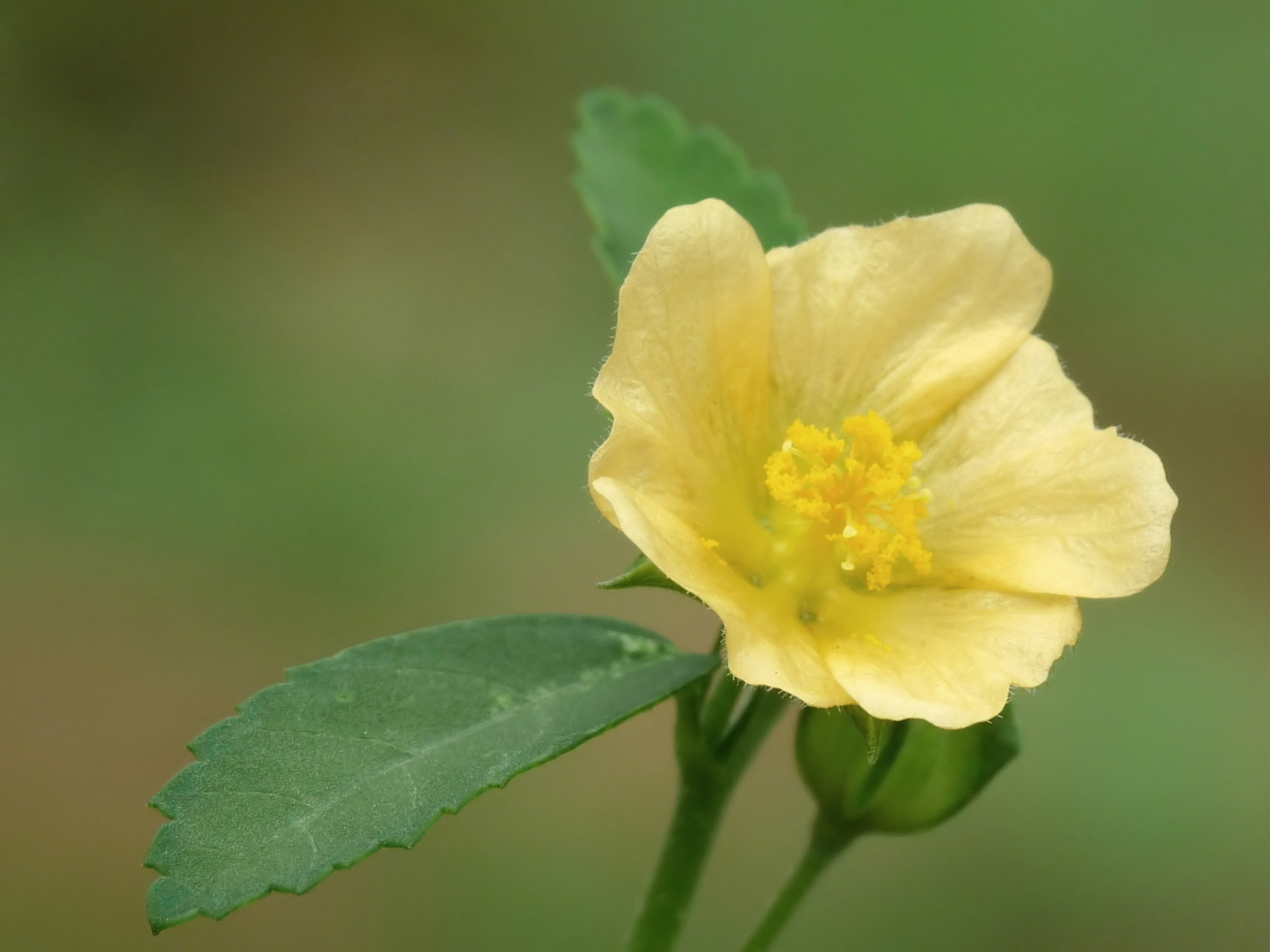
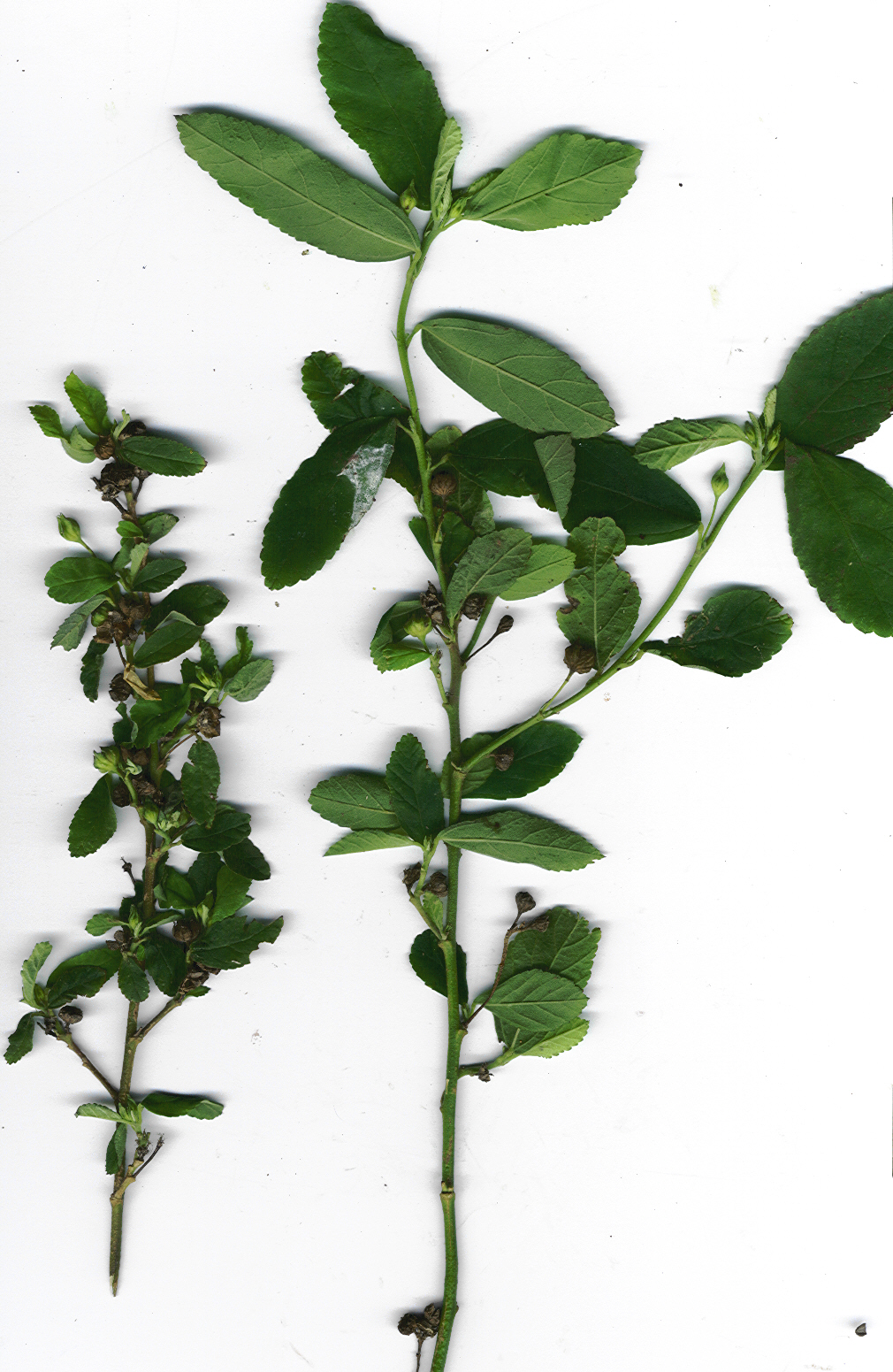
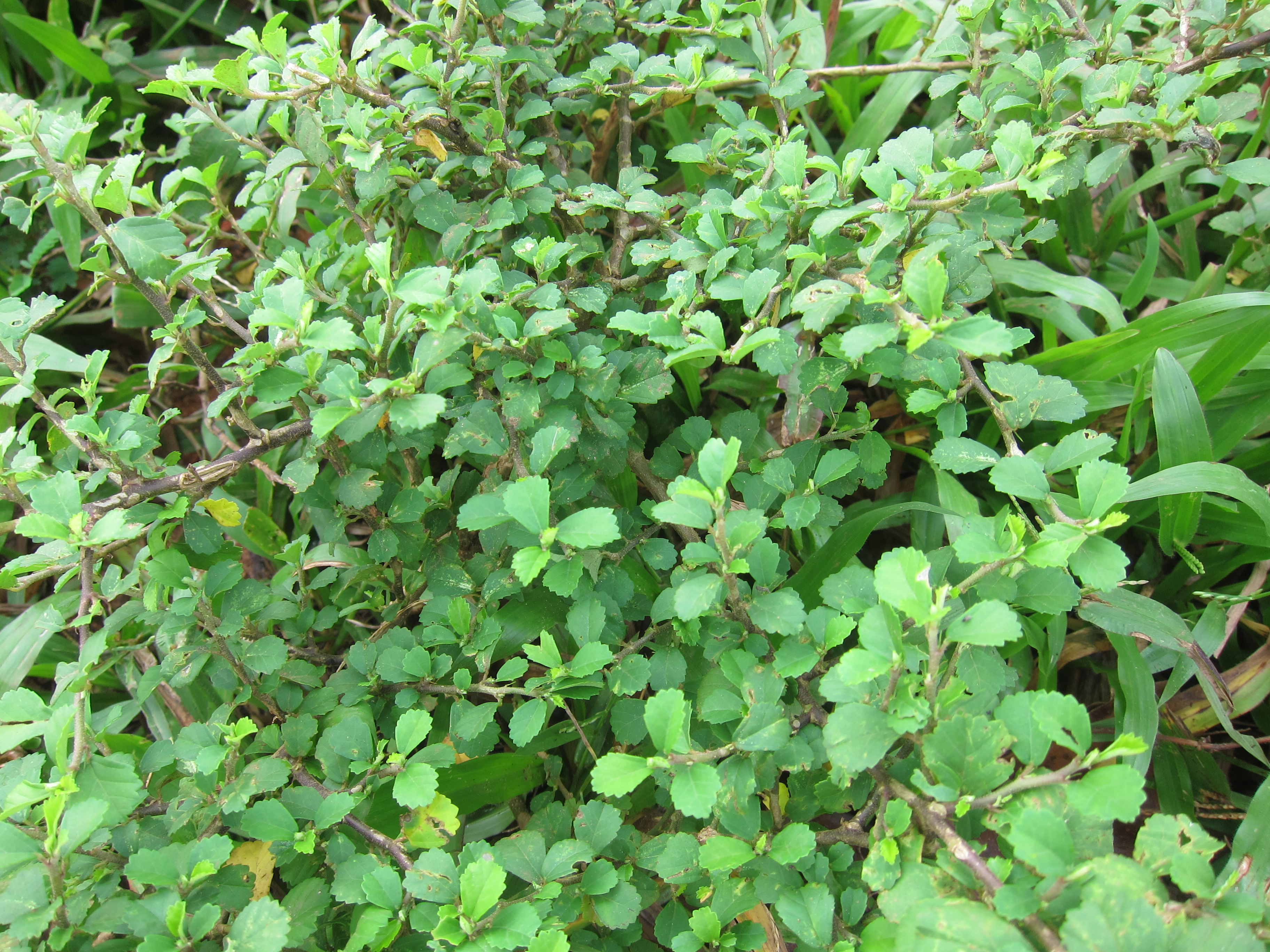